# Nazotoki wa Dinner no Ato de
Nazotoki wa Dinner no Ato de (謎解きはディナーのあとで Nazotoki wa Dinā no Ato de?), también conocida como The Dinner Table Detective en inglés, Detective de la Mesa en Hispanoamérica y El misterio se resuelve después de la cena en España, es una serie de novelas de misterio japonesas escritas por Tokuya Higashigawa e ilustradas por Yūsuke Nakamura. Shōgakukan ha publicado tres volúmenes desde septiembre de 2010 hasta diciembre de 2012. Una adaptación al manga ilustrada por Aya Kawase se serializó en la revista de manga josei de Shogakukan, Petit Comic, desde abril hasta noviembre de 2011, con sus capítulos recopilados en dos volúmenes tankōbon. Una serie de novelas secuela del mismo autor e ilustrador, titulada "Shin Nazotoki wa Dinner no Ato de", fue publicada por Shogakukan en dos volúmenes desde marzo de 2021 hasta septiembre de 2024. 
Una adaptación de la serie de televisión de anime producida por Madhouse se emitió en abril a junio de 2025 en el bloque de programación noitaminA de Fuji TV.
Una adaptación dramática televisiva de 10 episodios se emitió en Fuji TV desde octubre hasta diciembre de 2011.

## Sinopsis
Reiko Hosho, una adinerada heredera del Grupo Hosho, trabaja en secreto como detective novata para el Departamento de Policía de Kunitachi, bajo las órdenes del inspector Kyoichiro Kazamatsuri, heredero de Kazamatsuri Motors. En casa, Reiko cena con un elegante vestido. Siempre que busca consejo en su mayordomo, Kageyama, sobre un caso complejo, este cuestiona su incapacidad para resolver misterios antes de intentar resolverlo por ella.

## Personajes
Reiko Hōshō (宝生麗子 Hōshō Reiko?)
 Seiyū: Kana Hanazawa, Micaela Oddera (español latino), Cari Monrós (español castellano)
Kageyama (影山?)
 Seiyū: Yūki Kaji, Alejandro Graue (español latino), Carles Teruel (español castellano)
Kyōichirō Kazamatsuri (風祭京一郎 Kazamatsuri Kyōichirō?)
 Seiyū: Mamoru Miyano, Alejandro Bono (español latino), Álex Moreno (español castellano)
Kuninyan (くにニャン?)
 Seiyū: Yui Horie, Natalia Pupato (español latino)
Yaho Ranger Rojo (やほレンジャーレッド Yaho Renjā Reddo?)
 Seiyū: Satoshi Nakao, Mathias Rapisarda (español latino)
Yaho Ranger Azul (やほレンジャーブルー Yaho Renjā Burū?)
 Seiyū: Taichi Takeda, Matías Carossia (español latino)
Yaho Ranger Amarillo (やほレンジャーイエロー Yaho Renjā Ierō?)
 Seiyū: Kōsuke Echigoya, Sebastián Castro Saavedra (español latino)

## Contenido de la obra

### Drama
La serie dramática de televisión japonesa basada en la serie, se estrenó en Fuji TV el 18 de octubre de 2011.

### Obra teatral
Una adaptación teatral se presentó en el Teatro Galaxy de Tokio entre el 31 de agosto y el 10 de septiembre de 2012.

### Anime
Se anunció una adaptación televisiva en forma de serie de anime para el 25 de noviembre de 2024. La serie está producida por Madhouse y dirigida por Mitsuyuki Masuhara, con guiones supervisados por Mariko Kunisawa, diseños de personajes originales de Oreco Tachibana, diseños de personajes de animación de Izumi Kawada y música compuesta por Takeshi Hama. La serie se emitió del 4 de abril al 20 de junio de 2025 en el bloque de programación noitaminA de Fuji TV. El tema final es "Rhapsody" interpretado por Billy Boo. Amazon Prime Video obtuvo la licencia mundial de la serie.
El 5 de abril de 2025, la serie tuvieron un doblaje tanto en español latino como en castellano, el cual fue estrenado por Prime Video.